# Caffè Paszkowski

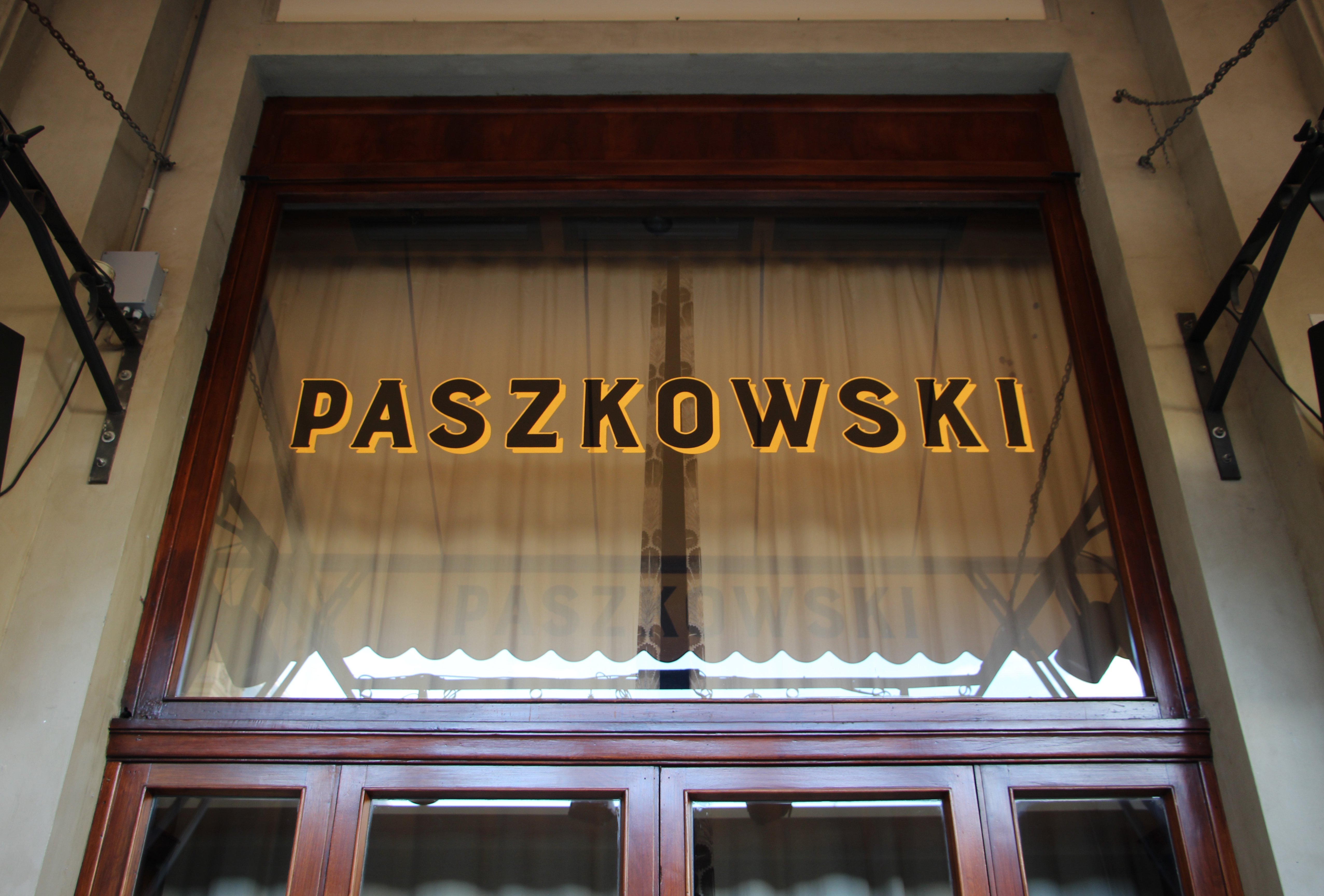
Caffè Paszkowski

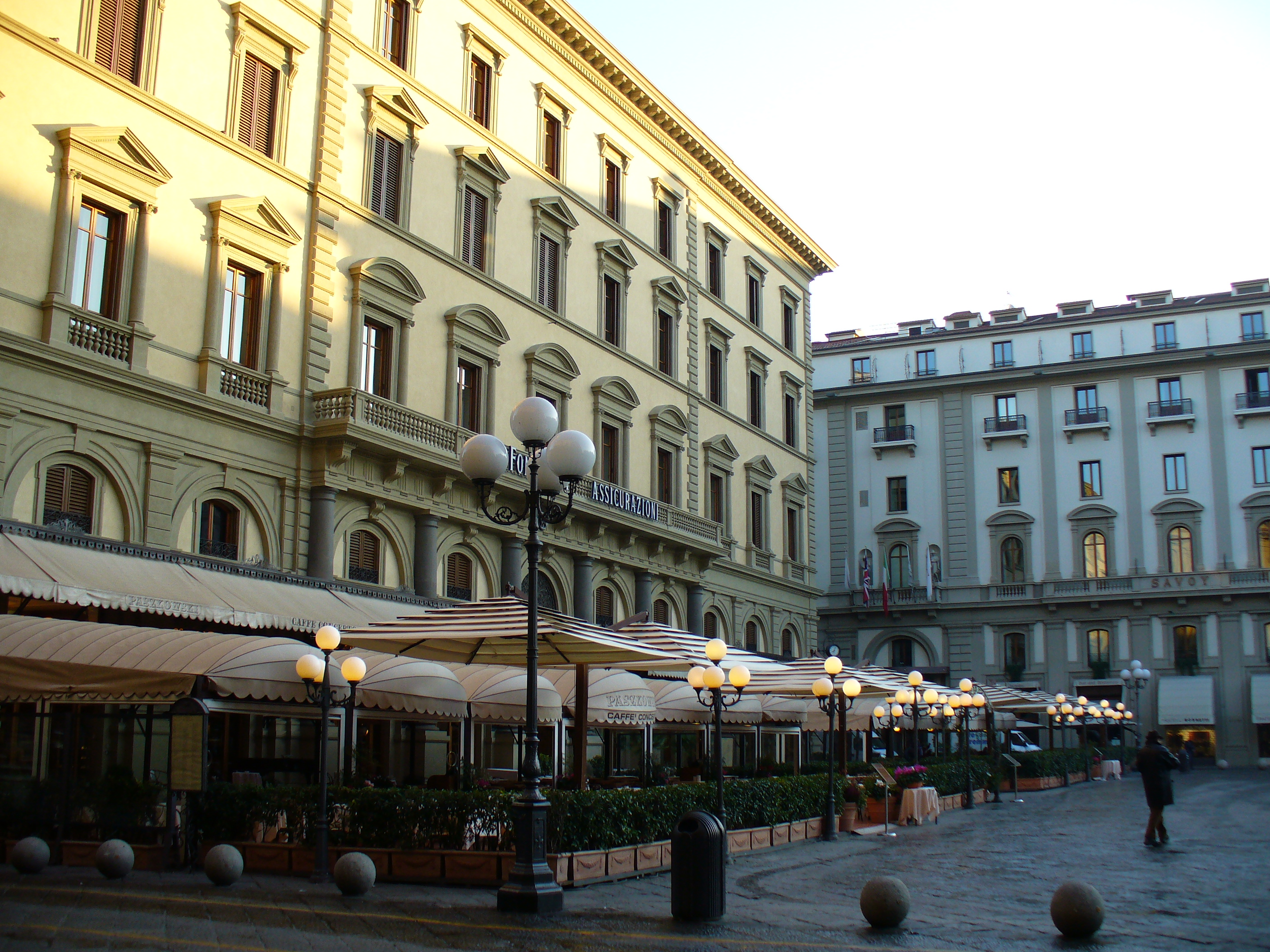
Paszkowski in piazza della Repubblica

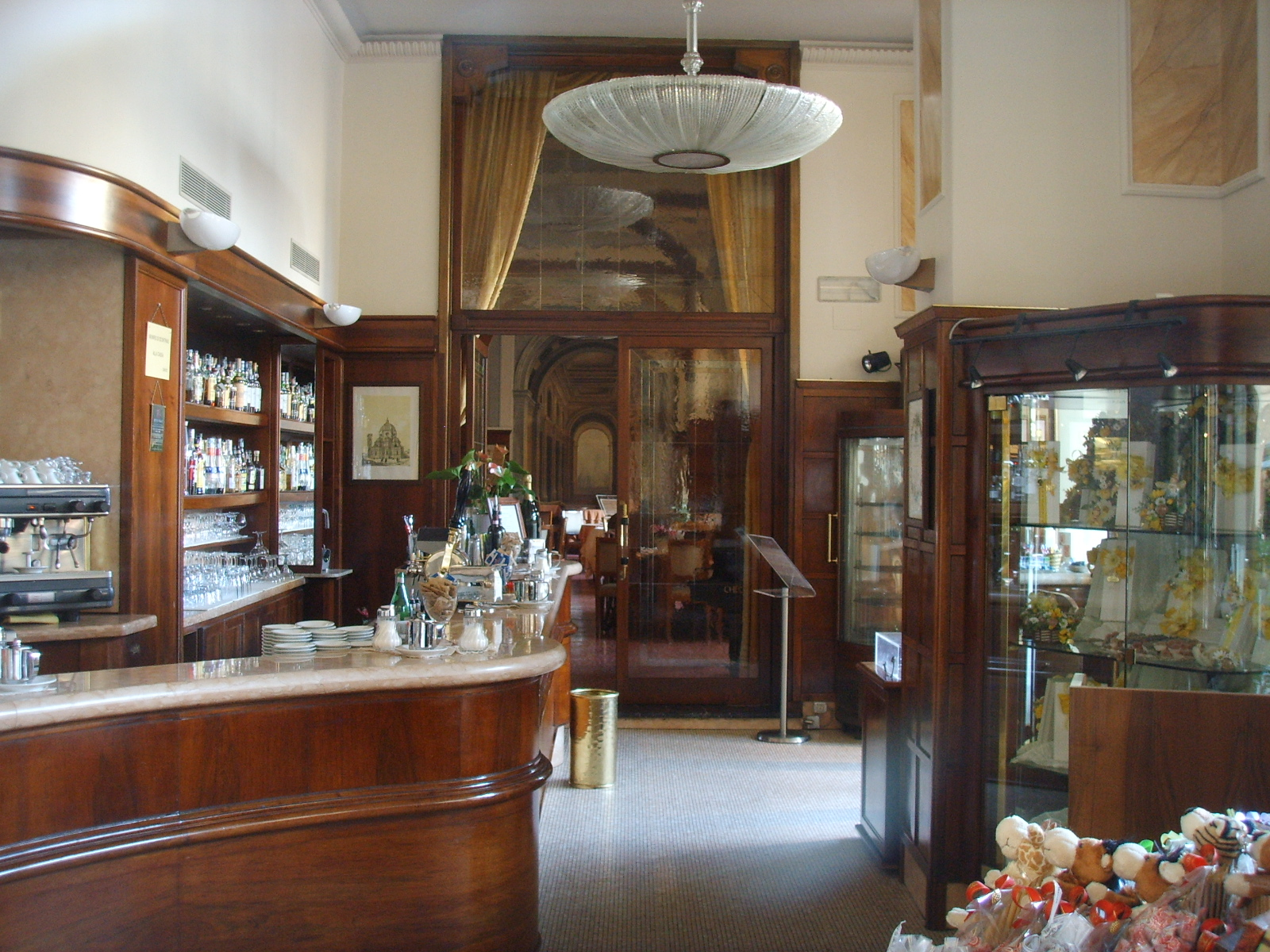
Interno

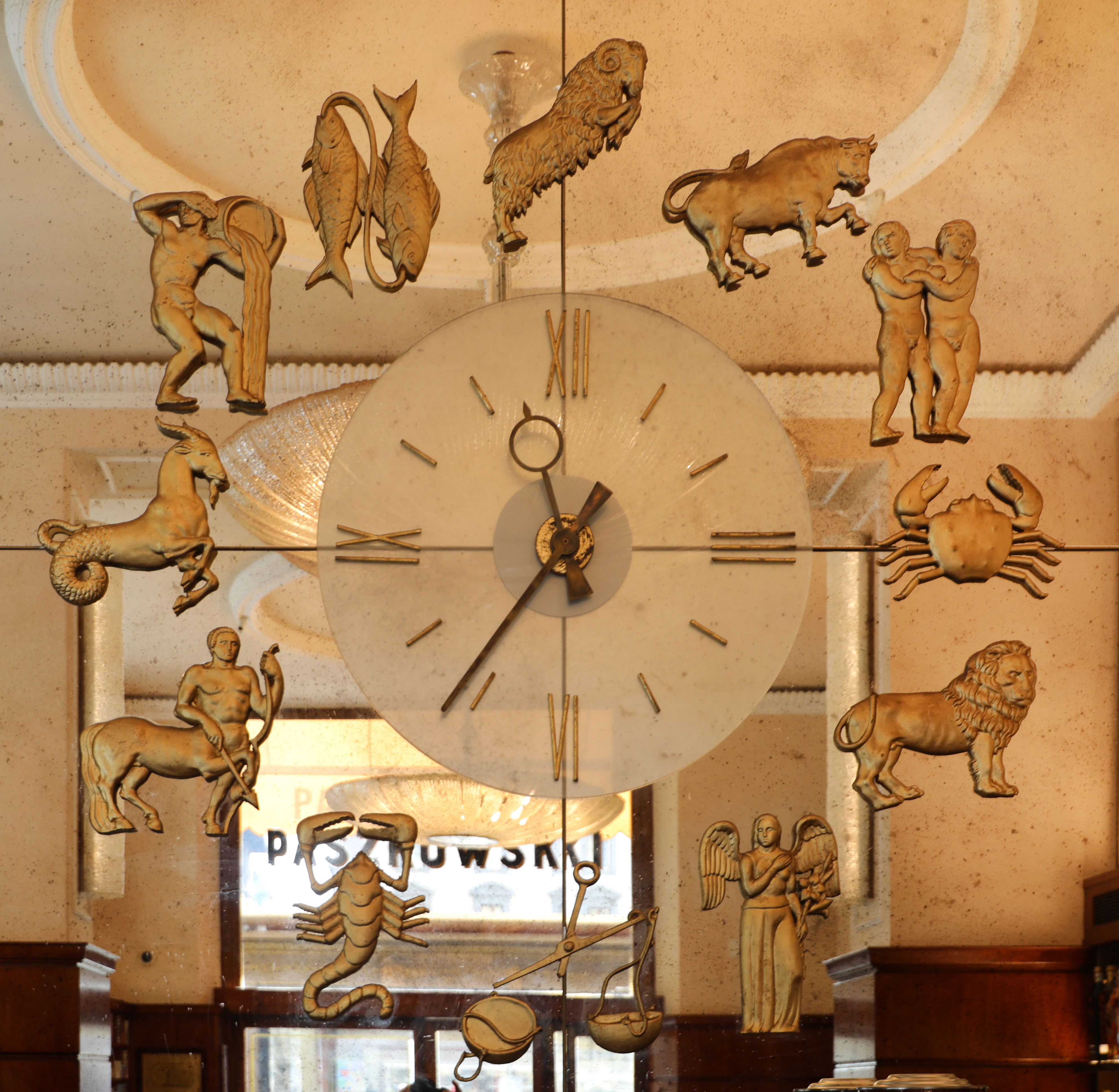
L'orologio zodiacale

Il Caffè Paszkowski è un locale storico di Firenze, situato in piazza della Repubblica 31-35/r angolo via dei Brunelleschi, all'interno dello stabile del palazzo della Fondiaria Assicurazioni. Fa parte dei Locali storici d'Italia e nel 1991 è stato vincolato negli arredi e nella destinazione d'uso dalla Soprintendenza.

## Storia
Nato come Caffè Centrale poco dopo la ristrutturazione di piazza Vittorio Emanuele II, nel 1904 fu rilevato dalla famiglia polacca Paszkowski, che ne fece prima una birreria in stile viennese, poi un "Caffè Concerto", caratteristica che mantiene ancora oggi. Il nome polacco, la cui pronuncia corretta sarebbe "Pashkòfski", viene da allora storpiato in "Pascòschi"
Negli ambienti interni, con arredi risalenti alla ristrutturazione del 1935 e paesaggi nella boiserie firmati dal pittore Aldo Piantini, si diedero appuntamento molti nomi illustri: oltre alle personalità della comunità polacca residente a Firenze, Giovanni Papini, Gaetano Salvemini, Giuseppe Prezzolini, Ardengo Soffici, Gabriele D'Annunzio e in seguito Umberto Saba, Eugenio Montale, Vasco Pratolini. 
Lo stesso Karol Paszkowski fu console onorario di Polonia a Firenze, e suo figlio Stanislaw (italianizzato in Stanislao) sposò la figlia di Giovanni Papini.
Il nome Paszkowski è noto anche per il film di Francesco Nuti Caruso Pascoski di padre polacco (1988), che probabilmente si ispirò al nome del caffè per il protagonista.